# Tjestenina
Tjestenina ili pašta je skupni naziv za proizvode od rezanog svježeg ili sušenog tijesta koja se pripremaju kuhanjem. 
Vrlo je vjerojatno da su metode za izradu tjestenine razvijene na više mjesta svijeta neovisno. Najraniji izvori za proizvodnju dolaze iz Istočne Azije prije oko 4000 godina. Djelomično se smatra, da je Marko Polo donio tjesteninu iz Kine u Europu. 
Tijesto je rasprostranjeno u cijelome svijetu. 
Vrste tjestenine su npr.: špageti, makaroni, rezanci ili sitna u obliku riže, pužići, listovi za lazanje i brojni drugi.

## Vanjske poveznice
- Tjestenina Hrvatska tehnička enciklopedija, portal hrvatske tehničke baštine. LZMK